# District de Kachhi
Le district de Kachhi ou Kachi (en ourdou : ضِلع کچّھی), anciennement nommé district de Bolan (ضِلع بولان), est une subdivision administrative de la province du Baloutchistan au Pakistan. Créé en 1991, le district a pour capitale Dhadar bien que sa plus grande ville soit Mach. Il est notamment connu pour abriter le site néolithique Mehrgarh. 
Le district est essentiellement rural et peuplé de quelque 240 000 habitants en 2017. Surtout pauvre et isolé, la population vit de l'agriculture. Les habitants sont majoritairement baloutches et brahouis.

## Histoire

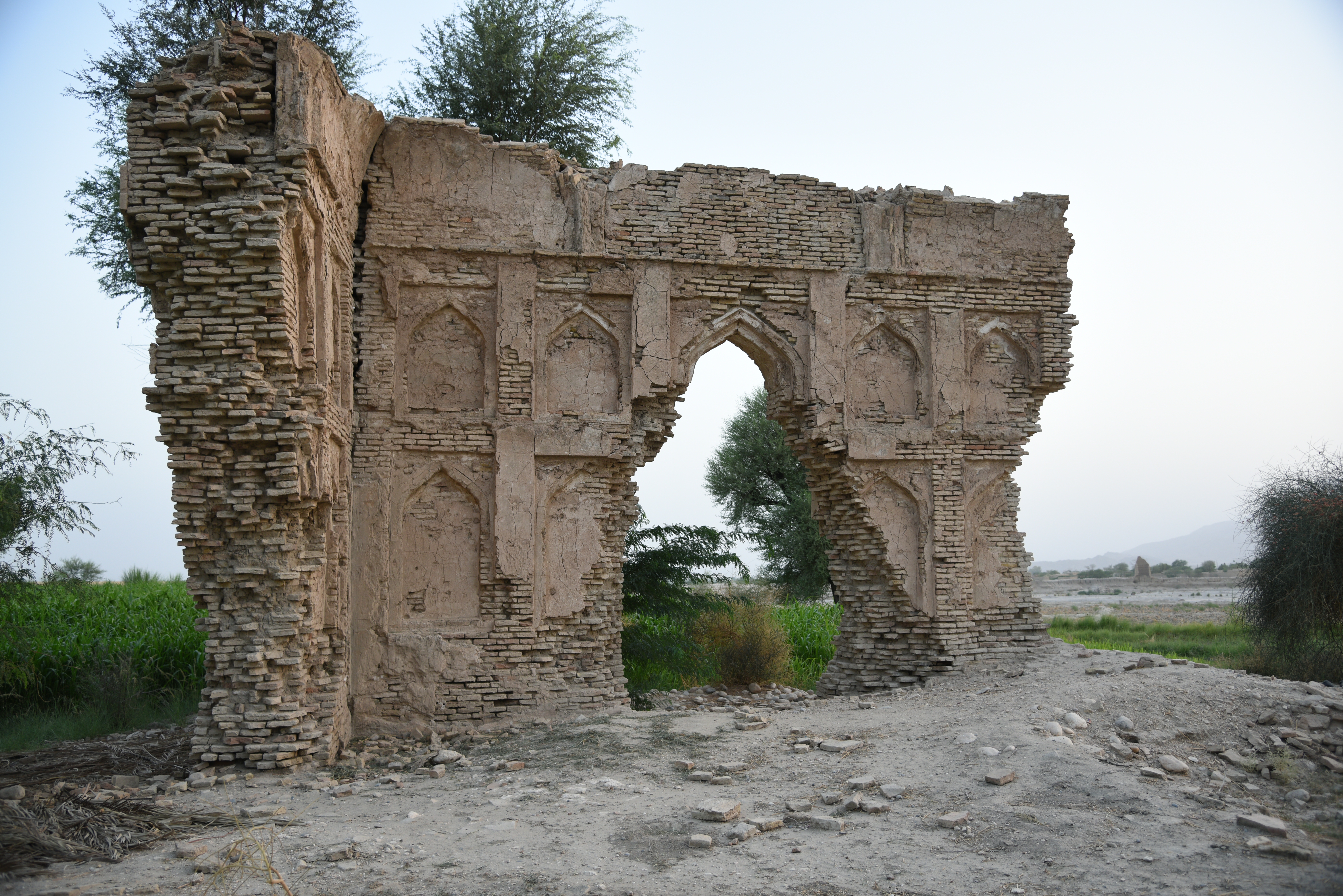
Mehrgarh.

Kachhi abrite l'un des plus importants sites néolithiques du Pakistan, Mehrgarh. 
Le district est créé en 1991. Il s'appelait auparavant Bolan, nom tiré de la passe de Bolan, mais a été renommé en 2008 en Kachhi, son ancien nom. La décision a été prise par le gouvernement, qui a annoncé un consensus parmi la population à la suite de la consultation des tribus locales.
En 2013, le district perd une partie de sa superficie quand le tehsil de Bhag intègre le nouveau district de Lehri, qui sera toutefois plus tard fusionné avec le district de Sibi. 

## Démographie
Lors du recensement de 1998, la population du district a été évaluée à 288 056 personnes, dont environ 14 % d'urbains. Le taux d'alphabétisation était de 16 % environ, bien moins que la moyenne nationale de 44 %. Il se situait à 23 % pour les hommes et 7 % pour les femmes, soit un différentiel de 16 points, contre 25 pour la moyenne nationale. Sans prendre en compte le tehsil de Bhag, la population de 1998 s'élève à 199 457.
En 2013, l'alphabétisation est estimée à 24 % par les autorités, dont 36 % pour les hommes et 9 % pour les femmes.
Le recensement suivant mené en 2017 pointe une population de 237 030 habitants, soit une croissance annuelle de 0,9 %, nettement inférieure aux moyennes provinciale et nationale de 3,4 % et 2,4 % respectivement. Le taux d'urbanisation augmente légèrement, à 15 %.
Le district accueille en majorité des tribus baloutches et brahouis, parlant donc surtout baloutche et brahoui. Il y a aussi de petits groupes de Sindis . Le district compte quelques minorités religieuses, selon le recensement de 1998 : 1,2 % de chrétiens, 0,9 % d'hindous et aussi un très faible nombre de sikhs.    

## Administration

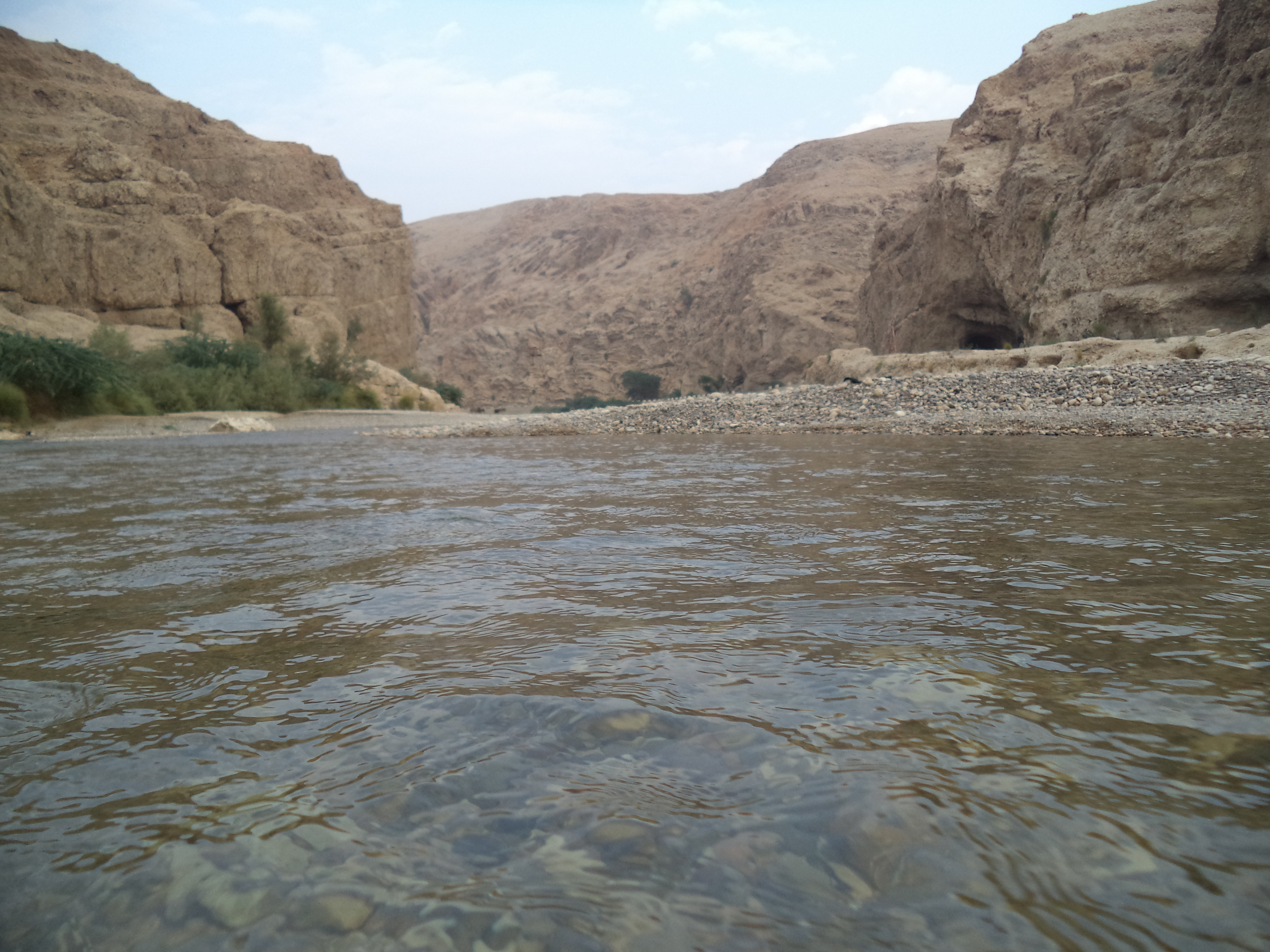
Paysage du tehsil de Dhadar.

Le district est divisé en cinq tehsils ou sous-tehsils ainsi que 22 Union Councils.
| Tehsil   | Population (rec. 2017) |
| -------- | ---------------------- |
| Balanari | 43 611                 |
| Dhadar   | 42 449                 |
| Khattan  | 14 211                 |
| Mach     | 39 680                 |
| Sanni    | 97 079                 |

La capitale Dhadar n'est que la deuxième plus grande ville du district, Mach étant la plus importante. 
| Ville  | Population (rec. 2017) |
| ------ | ---------------------- |
| Mach   | 19 152                 |
| Dhadar | 15 280                 |

## Économie et éducation
La population de Kachhi est principalement pauvre et l'agriculture est le principal moyen de subsistance. Plus d'un tiers de la superficie totale est cultivée, soit environ 1 500 kilomètres carrés, avec une production surtout orientée vers le blé, sorgo, orge, moutarde et coton notamment.
Les services publics sont peu développés dans le district, notamment les infrastructures scolaires qui sont manquantes. Seuls 38 % des enfants sont scolarisés dans le primaire en 2014, et ce taux baisse à 18 % pour l'enseignement secondaire.

## Politique
De 2002 à 2018, le district est représenté par les deux circonscriptions no 30 et 31 à l'Assemblée provinciale du Baloutchistan. Lors des élections législatives de 2008, elles ont été remportées par deux candidats de la Ligue musulmane du Pakistan (Q), et durant les élections législatives de 2013, par un candidat de la Ligue musulmane du Pakistan (Q) et un indépendant. À l'Assemblée nationale, il est partiellement représenté par la circonscription no 267, qu'il partage avec le district de Jhal Magsi. Lors des élections de 2008, elle a été remportée par un candidat indépendant, et de même durant les élections de 2013.
Depuis le redécoupage électoral de 2018, le district partage avec les districts de Nasirabad et Jhal Magsi la circonscription no 260 pour l'Assemblée nationale et est pleinement représenté par la circonscription 17 de l'Assemblée provinciale. Lors des élections législatives de 2018, elles sont remportées par un candidat du Parti baloutche Awami et un du Mouvement du Pakistan pour la justice.
| Parti                                      | Voix   | %       |
| ------------------------------------------ | ------ | ------- |
| Mouvement du Pakistan pour la justice      | 16 633 | 47,56 % |
| Parti baloutche Awami                      | 15 098 | 43,17 % |
| Autres partis                              | 799    | 2,28 %  |
| Indépendants                               | 2 443  | 6,99 %  |
| Total exprimés (participation : 36,84 %)   | 34 973 | 100 %   |
| Source : Commission électorale du Pakistan |        |         |